# Vouzailles

Vouzailles este o comună în departamentul Vienne, Franța. În 2009 avea o populație de 535 de locuitori.